# Fasce ornamentali della cappella degli Scrovegni
Le fasce ornamentali della cappella degli Scrovegni sono una serie di affreschi (200x40 cm ciascuna) che ornano la parete sinistra della Cappella degli Scrovegni a Padova, tra le scene figurate.

## Descrizione e stile
La parete sinistra è priva di finestre, quindi, a differenza di quella opposta, tra affresco e affresco delle Storie si trovano spazi vuoti che Giotto e i suoi assistenti riempirono con fasce ornamentali di varia natura. Esse mostrano finte specchiature marmoree e motivi geometrico/floreali della tradizione medievale, alternate a sintetiche scene dell'Antico Testamento o busti di santi. Fasce corrono anche ai lati e al centro della volta, con busti di Santi e Angeli alternati.
Opere in larga parte della bottega, vennero però probabilmente inventate dal maestro ed hanno relazioni precise con gli affreschi vicini, costituendone, nel caso delle scene veterotestamentarie, una sorta di prefigurazione. Anche i santi, la cui identificazione non è sempre possibile per la scarsità di attributi, non vennero sicuramente disegnati casualmenti, ma compongono una sorta di gerarchia ben studiata. Tra di essi ci sono forse  santi legati all'ordine francescano, e i precursori di Cristo.
Tra le rappresentazioni figurate ci sono l'Arcangelo Michele che combatte contro Satana, allusione alla vicina Cacciata dei mercanti dal Tempio; la Creazione di Adamo, vicina alla Resurrezione di Lazzaro; Giona inghiottito dalla balena, in parallelo alla Morte di Cristo; la Circoncisione; Mosé che fa scaturire le acque dalla roccia; il Serpente di bronzo; Eliseo che istruisce i giovani (tema incerto); Elia sul carro di fuoco; la Consegna delle Tavole della Legge; la Leonessa che richiama i cuccioli in vita (allusione alla Resurrezione: era scritto infatti nei bestiari che i leoni nascono morti e poi sono richiamati alla vita dalla madre).
Tra i santi sono forse presenti i quattro Evangelisti e i quattro primi Dottori della Chiesa.
Importante è anche la zoccolatura alla base degli affreschi, dove sono state inserite finte specchiature in marmo, a differenza della tradizionale cortina appesa, concluse una cornice ad aggetto leggero, che avrà un larghissimo seguito in cicli di affreschi Tre e Quattrocenteschi. Qui si trovano le Virtù e i Vizi a monocromo che pure sono i prototipi di un genere a larghissima diffusione, che va dagli sportelli esterni dei polittici fiamminghi, alle lunette della Camera della Badessa di Correggio.

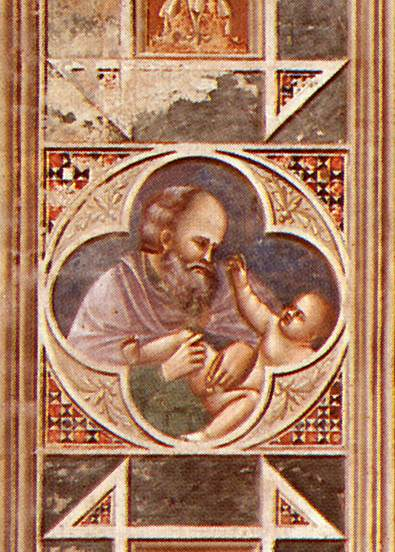
Circoncisione
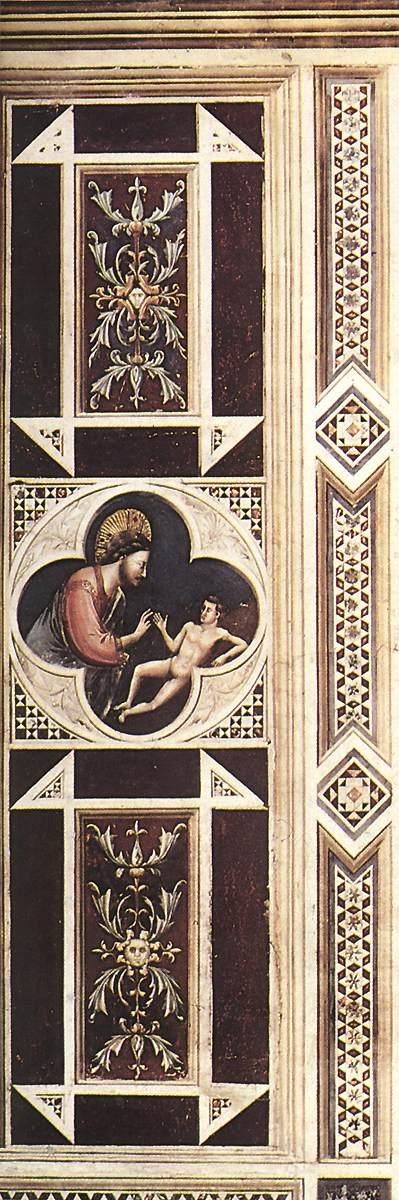
Creazione di Adamo
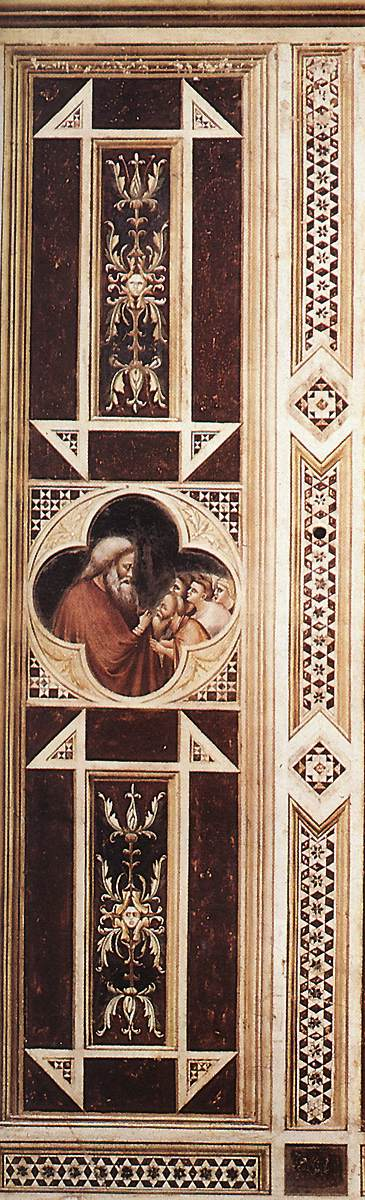
Eliseo tra i giovani
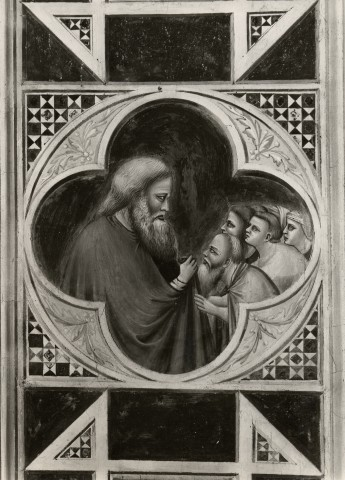
Eliseo tra i giovani
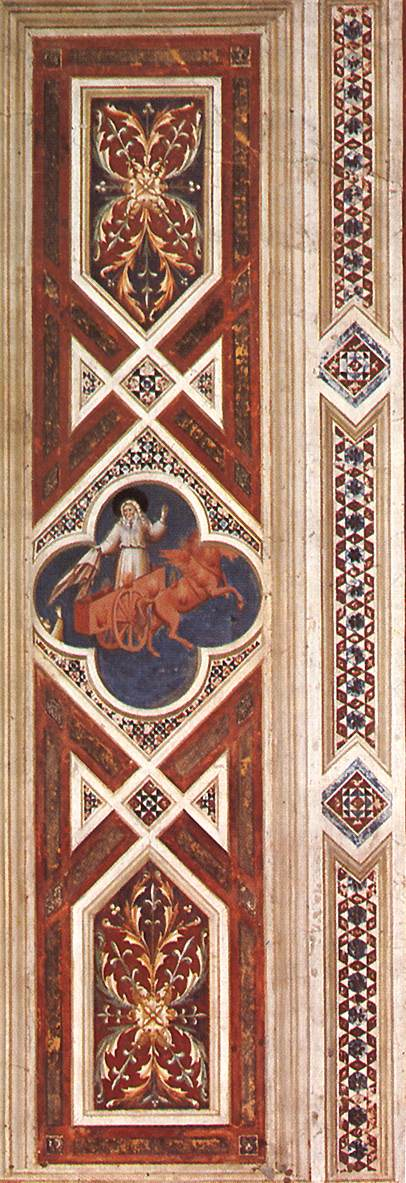
Elia sul carro di fuoco
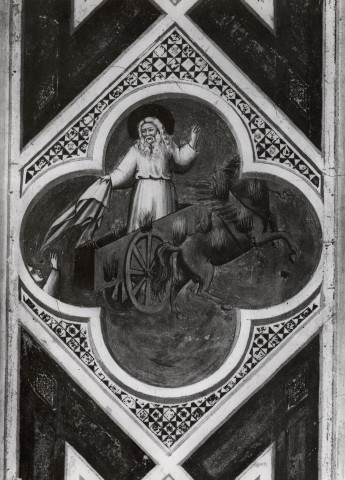
Elia sul carro di fuoco
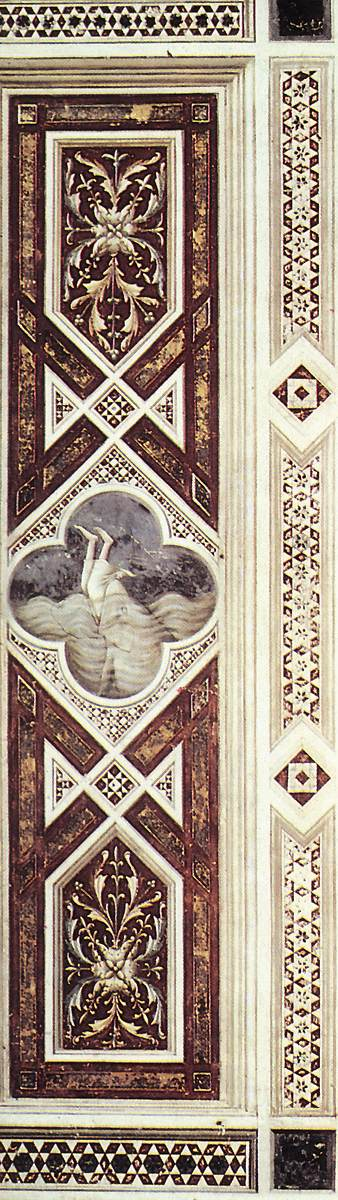
Giona inghiottito dalla balena
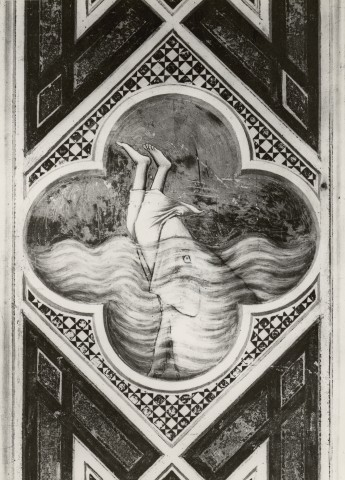
Giona inghiottito dalla balena
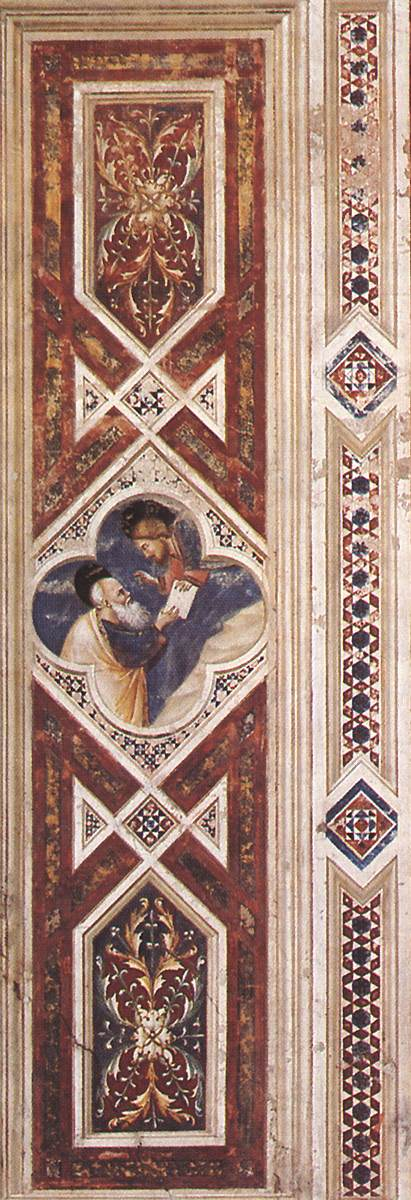
Mosè riceve le Tavole della Legge
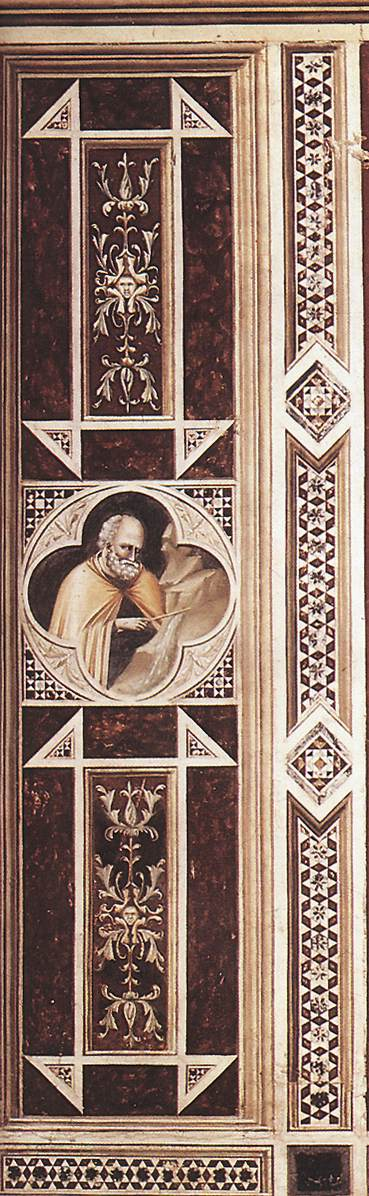
Mosè fa scaturire l'acqua dalla roccia
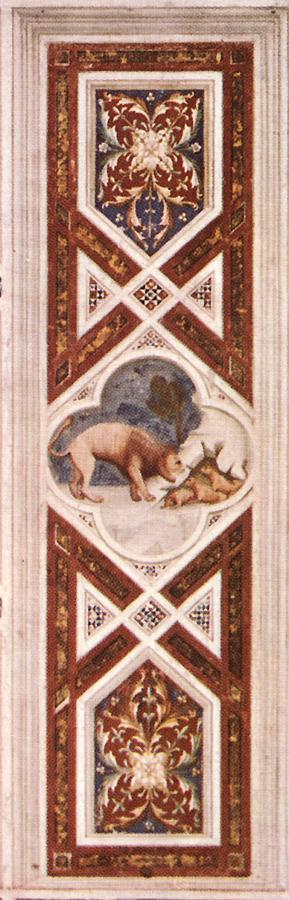
Leonessa che richiama i cuccioli in vita
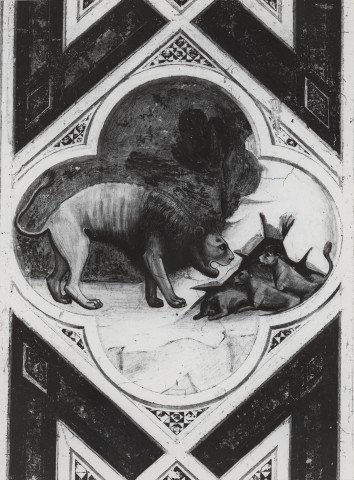
Leonessa che richiama i cuccioli in vita
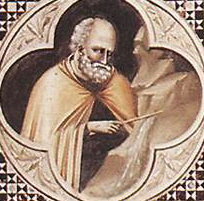
Mosè fa scaturire l'acqua dalla roccia
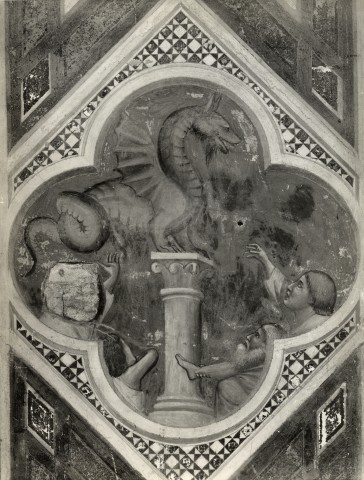
Il Serpente di bronzo
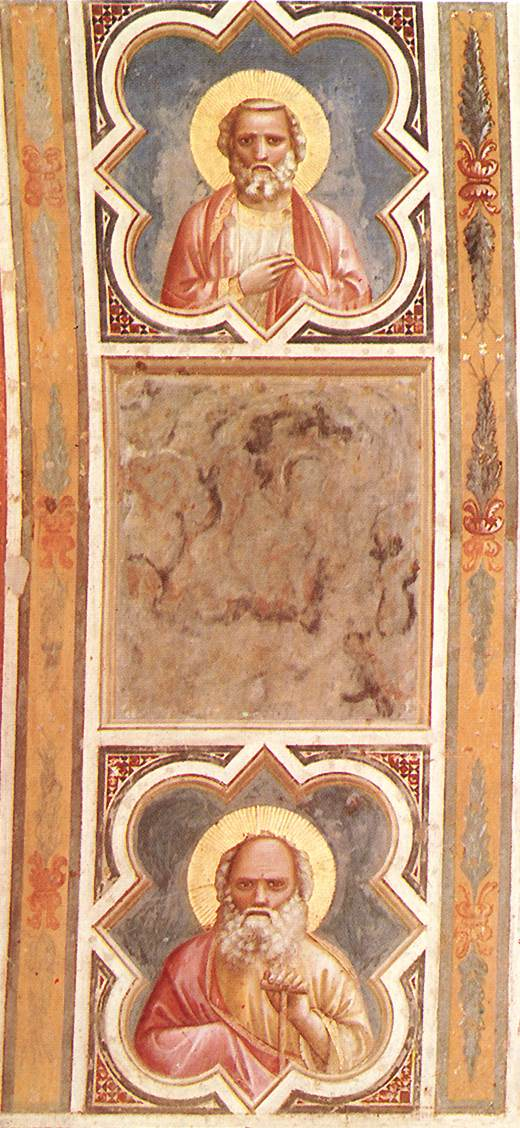
Santi
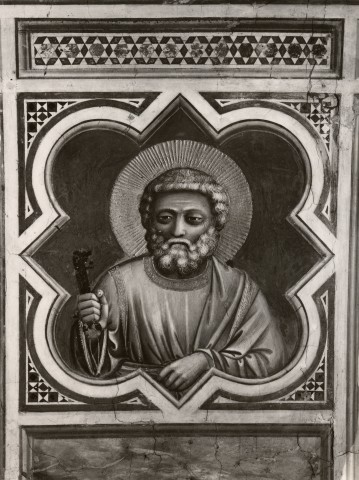
'San Pietro